# 比戈尔堡
比戈尔堡（法語：Bourg-de-Bigorre，法語發音：[buʁ də biɡɔʁ]）是法国上比利牛斯省的一个市镇，属于巴涅尔德比戈尔区。

## 地理
比戈尔堡（43°5'25"N, 0°15'37"E）面积7.92 平方千米，位于法国奧克西塔尼大區上比利牛斯省，该省份为法国西南部内陆省份，北至热尔省，西接大西洋比利牛斯省，南与西班牙接壤，东临上加龙省。
与比戈尔堡接壤的市镇（或旧市镇、城区）包括：博讷马宗、邦凯-莫莱尔、贝特、卡斯蒂永、埃斯科特、埃斯皮耶伊、萨尔拉布。

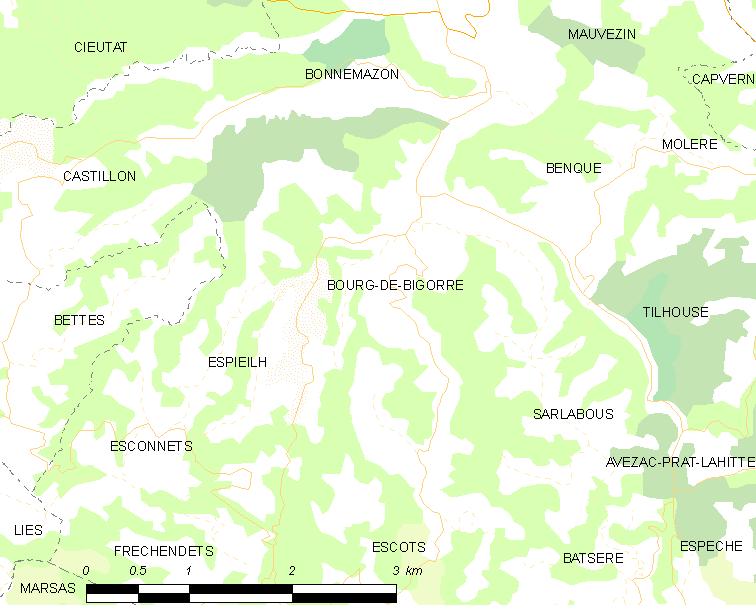
比戈尔堡的OSM定位图

比戈尔堡的时区为UTC+01:00、UTC+02:00（夏令时）。

## 行政
比戈尔堡的邮政编码为65130，INSEE市镇编码为65105。

## 政治
比戈尔堡所属的省级选区为阿罗斯河与巴伊斯河谷县。

## 人口

1962-2008年间比戈尔堡人口变化图示

比戈尔堡于2022年1月1日时的人口数量为196人。